# Московские центральные диаметры
Моско́вские центра́льные диа́метры (МЦД) — система линий внеуличного пассажирского железнодорожного транспорта Московской агломерации, созданная на базе существующей инфраструктуры Московского железнодорожного узла. В средствах массовой информации и пиар-кампании проект также массово называют «наземным метро» (а городские СМИ — и напрямую Московским метрополитеном), хотя по совокупности характеристик и техническому оснащению он им не является — МЦД связаны с метрополитеном лишь единой системой оплаты проезда (но также можно купить и отдельный билет), соответствуя системам городской электрички, таким как, например, берлинская система S-Bahn или парижская RER. Связывает между собой Москву и подмосковные города: Лобню, Долгопрудный, Одинцово, Красногорск, Подольск, Зеленоград, Химки, Люберцы, Раменское, Балашиху и Апрелевку. Первые два диаметра общей протяжённостью 132 км с 60 станциями в графике смешанного движения открыты 21 ноября 2019 года. Открытие третьего диаметра состоялось 17 августа 2023 года, четвёртого — 9 сентября 2023 года. Обслуживанием части диаметров занимается АО «Центральная пригородная пассажирская компания», остальными проектируемыми диаметрами занимается РЖД.
Корректность названия проекта и его функционирование подвергаются сомнению.

## История

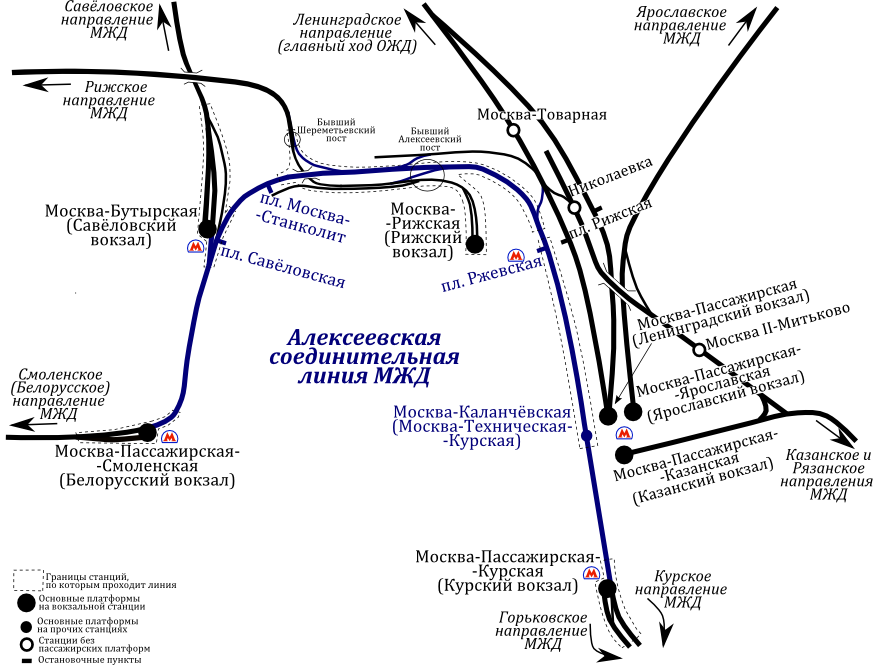
Алексеевская соединительная линия — внутригородская железнодорожная связка, используемая в настоящее время для движения пригородных поездов

Ещё до революции 1917 года (в начале XX века) инженер-путеец Александр Шмидт предложил связать ряд станций в Москве особыми поездами — по сути, это был прообраз так называемой городской электрички. Однако тогда доминировали идеи развития трамвайной сети, в перспективе планировалось создание метрополитена. Начавшаяся в 1914 году Первая мировая война также отсрочила воплощение подобного проекта.
К идее внедрения таких поездов в Москве, также называвшихся в то время поездами глубокого ввода, вернулись в 1933 году. Анализ показал, что большинство пассажиров добиралось в центр Москвы другим транспортом или даже пешком. Одновременно шли работы по созданию линий метро, однако эти две системы должны были стать независимыми. При этом метрополитен должен был перевозить пассажиров внутри города, а поезда глубокого ввода предназначались также для пригородных перевозок. Генеральный проект подготовил выдающийся инженер Николай Чугайкин (документ утверждён 9 января 1934 года). В период с 9 по 16 января проект трассы Николая Чугайкина был представлен на коллегиях Народного комиссариата путей сообщения СССР, Наркомата тяжёлой промышленности и «Метростроя», везде получив высокие оценки.
Первый маршрут глубокого ввода планировалось сделать сквозным (через Москву с северо-востока на юго-запад). На линии были предусмотрены пересадки на другие виды общественного транспорта. На пересадочных узлах предполагалось открыть рынки выходного дня и биржи труда, куда могли бы приезжать торговцы и работники сдельной оплаты. В «Метрострое» внесли предложение и о соединении этих маршрутов с метро посредством специальных пассажирских узлов. Эта корректива была включена в планы НКПС позднее; между метростроевцами и железнодорожниками на каком-то этапе возник конфликт (последних обвиняли в нежелании уступить позиции метрополитену).
Подготавливалась даже льготная тарифная сетка. Для её внедрения кондукторов хотели обязать не только проверять проездные билеты, но и выяснять цель поездки в Москву с классовой принадлежностью. Рабочие, крестьяне и военнослужащие, прибывавшие в столицу по личным нуждам, должны были платить по стандартному тарифу, прибывавшие по рабочим и служебным делам получили бы скидки, а для торговцев и мастеров, работавших за сдельную оплату, предполагался высокий тариф.
Оригинальным был целый ряд решений прокладки путей. Планировалось ввести так называемые висячие железнодорожные эстакады, часть магистрали провести как мосто-тоннельную систему. Это позволило бы избежать разрушения или переделки наземной инфраструктуры.
Однако партийные комитеты Москвы отказались согласовывать экспериментальные планы, и предпочтение было отдано метрополитену. Во время очередной волны репрессий в 1938 году был арестован и расстрелян Николай Чугайкин. Архивы научно-технического совета, в том числе и уникальные планы первых московских центральных диаметров, были изъяты, и последующая их судьба неизвестна.
Проект организации транзитного движения электропоездов через Москву был заложен теперь уже в Генеральный план Москвы 1971 года, к тому времени в столице уже функционировало сквозное движение электричек с Курского на Белорусское и Рижское направления через Алексеевскую соединительную линию. Однако по большей части Генплан так и не был реализован, поскольку он долго не находил поддержки у РЖД в связи со своей технической сложностью. Вплоть до 2017 года отдельные диаметральные связи, использовавшиеся для регулярного сообщения пригородными поездами, существовали лишь на направлениях, связанных Алексеевской соединительной линией: Курское — Рижское, Курское — Смоленское и Савёловское — Смоленское.
Генеральная схема развития московского железнодорожного узла, разработанная в 2006 году, предполагала серьёзное его преобразование, заключавшееся как в использовании существовавших железнодорожных хорд для осуществления пригородно-городского движения поездов, так и в увеличении их количества. Генеральный план города Москвы, принятый в 2010 году и описывающий развитие города до 2025 года, предполагает строительство дополнительных главных железнодорожных путей на ряде направлений, а также прокладку соединительных вводов. План развития т. н. лёгкого (наземного) метро, обнародованный в 2013 году, предполагал использование для беспрерывного движения своих поездов по Москве и Московской области железнодорожных путей, прокладываемых параллельно существующим. Схема развития Московского железнодорожного узла, опубликованная в 2015 году, предполагает возведение дополнительных главных путей на радиальных направлениях железной дороги.
В январе 2020 года на краудсорсинговой платформе «Город Идей» прошел еще проект «Московские центральные диаметры», посвященный улучшению комфорта пребывания в поездах, наполнение станций и информирование, навигация в поездах . По итогам проекта было отобрано лучших 173 идей для реализации.

### Проект МЦД

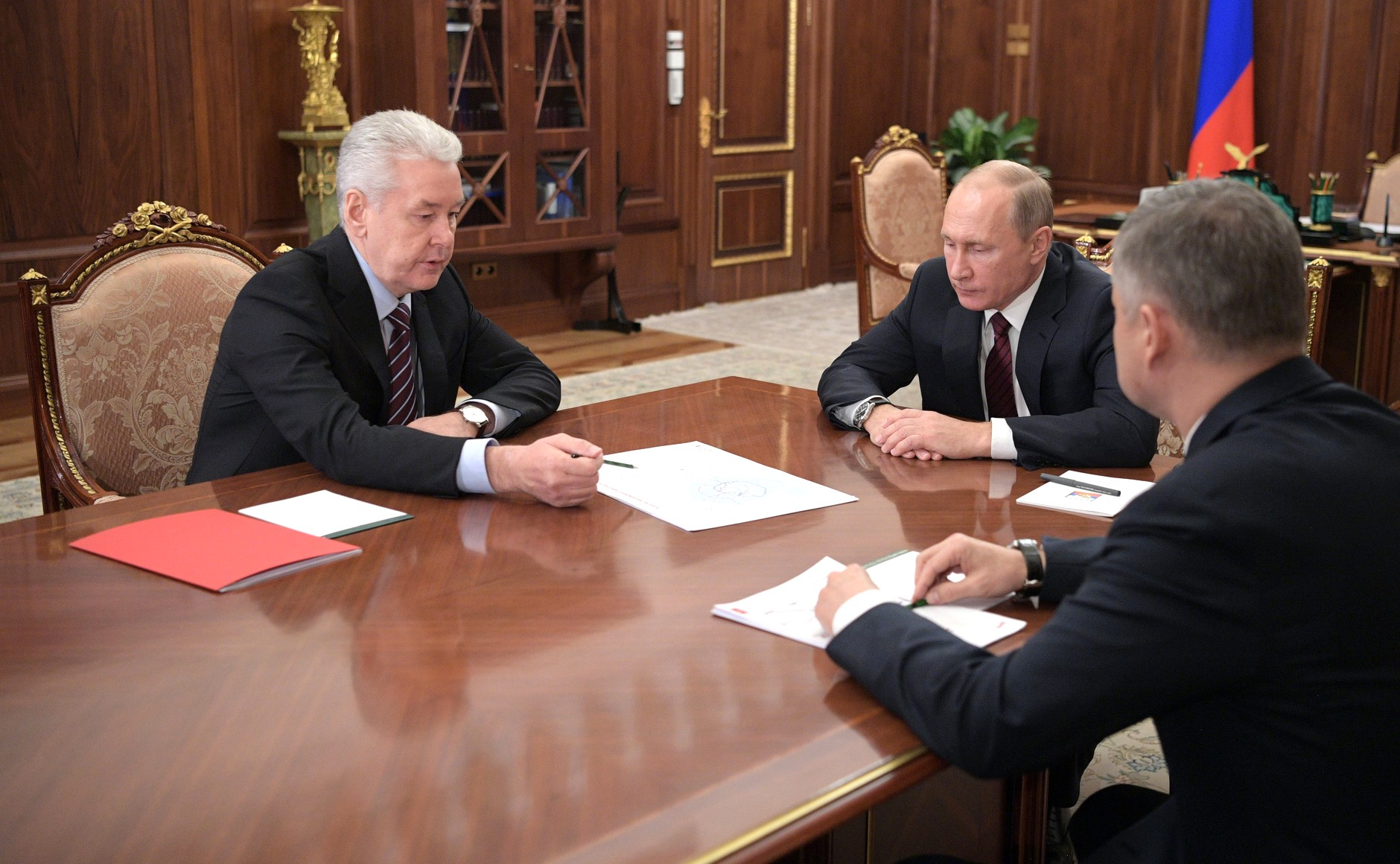
Встреча президента России Владимира Путина с мэром Москвы Сергеем Собяниным и главой РЖД Олегом Белозёровым, на которой был одобрен проект МЦД

Проект МЦД в его нынешнем виде начал реализовываться в 2017 году. В октябре 2017 года мэр Москвы сообщил, что проект создания сквозных железнодорожных маршрутов, работающих по принципу МЦК, обсуждается с Российскими железными дорогами, правительством Московской области и Министерством транспорта. 2 ноября 2017 года глава управления внеуличного транспорта Москомархитектуры Максим Васильев рассказал о ходе проработки таких маршрутов, отметив, что для запуска этого проекта необходимо масштабное строительство новых путей, так как поезда транзитных маршрутов не должны использовать для движения Московское центральное кольцо.
15 ноября 2017 года на рабочей встрече президента России Владимира Путина с мэром Москвы Сергеем Собяниным и президентом РЖД Олегом Белозёровым проект, получивший название «Московские центральные диаметры» (МЦД), был впервые представлен в детальном виде. Проект был поддержан президентом и признан им одним из приоритетных в московском транспортном узле.
19 декабря 2017 года министром транспорта России Максимом Соколовым, мэром Москвы Сергеем Собяниным, губернатором Московской области Андреем Воробьёвым и Олегом Белозёровым на заседании координационного совета по развитию транспортной системы Москвы и Московской области был подписан план-график реализации первого этапа проекта.
Актуальный проект предусматривает запуск пяти маршрутов, связывающих 10 из 11 направлений Московского железнодорожного узла, кроме Казанского. Запуск первых двух маршрутов состоялся 21 ноября 2019 года. Ещё два маршрута запустили в августе-сентябре 2023 года. По пятому маршруту продолжаются проектные работы.

## Строительство и перспективы развития
Чтобы обеспечить требуемую пропускную способность радиальных направлений, осуществляется строительство новых главных путей, ведётся реконструкция инфраструктуры. К запуску движения планировалось произвести полную реконструкцию всех платформ, которые будут задействованы в проекте, их предполагалось оборудовать турникетами, пандусами и лифтами для инвалидов. Кроме того, на первых двух маршрутах предполагается организовать 12 новых остановочных пунктов, строительство некоторых из них уже ведётся.
На Савёловском направлении в месте пересечения с Ленинградским направлением, у эстакады Дмитровского шоссе будет построена новая платформа Петровско-Разумовская, которая войдёт в состав транспортно-пересадочного узла, создаваемого на базе станции метро «Петровско-Разумовская».
На пересечении Савёловского с Рижским направлением будет построена новая платформа Дмитровская, которая даст пересадку с МЦД-1 на МЦД-2. Между Лианозово и Бескудниково появится Илимская. На Смоленском направлении построены новая платформа Славянский бульвар для пересадки на одноимённую станцию метро и платформа Сколково, заменившая ликвидированную Трёхгорку. На МЦД-2 построены платформы Новохохловская, Волоколамская, Пенягино, Курьяново, Остафьево, Печатники, Марьина Роща и Щукинская, планируется построить ещё 1 новую платформу: Котляково. Разрабатывается проект реконструкции Киевского направления, реконструируемый участок которого значительной частью находится на территории Москвы (включая Новую Москву). По проекту МЦД-4 идёт строительство соединительной ветви Смоленского и Киевского направлений с платформами Поклонная, Кутузовская, Москва-Сити и Ермакова Роща.
Кроме того, в рамках создания Московских центральных диаметров планируется интегрировать инфраструктуру Курского, Казанского, Ленинградского и Ярославского вокзалов, а также создать два новых вокзала на станциях Царицыно и Москва-Каланчёвская. Для возможности таких изменений требуется достроить два новых пути на Каланчёвском путепроводе.
В начале 2020 года компания «РЖД» и Правительство Москвы приняли новый стандарт «мини-вокзалов» для сооружаемых пассажирских обустройств МЦД. Стандарт предусматривает обязательное наличие на вновь сооружаемых остановочных пунктах надземных пешеходных переходов — конкорсов или подземных пешеходных переходов — тоннелей для доступа пассажиров на станции и интеграции их с метрополитеном и городским транспортом. Должны быть навес по всей длине платформы, эскалаторы, светодиодное освещение, электронное табло, стойка экстренной связи, современные системы пожарной сигнализации и ливневой канализации, санитарные узлы, безбарьерная среда, удобства для маломобильных пассажиров и колясочников, включая лифты и кассы с пониженными подоконниками, пеленальная комната («комната матери)». В конце 2020 года на Ленинградском направлении был построен новый останочный пункт Ховрино ближе к метро, а прежний переименован в Грачевскую.
| - Перегон между Москвой-Пассажирской-Курской и Москвой-Каланчёвской, Алексеевская соединительная линия - Восточная горловина станции Москва II-Митьково в месте схождения соединительных ветвей к Казанскому направлению, Митьковская соединительная ветвь - Путевое развитие на станции Царицыно, имеющей ответвление к Павелецкому направлению - Станция Кусково (вид в сторону платформы Новогиреево) |

### Транспортная программа до 2030 года
19 февраля 2024 года мэр Москвы Сергей Собянин анонсировал Транспортную программу до 2030 года. В соответствии с программой в Москве за период с 2024 по 2030 год планируется открыть 39 новых станций метро, 9 новых/реконструированных станций МЦД, а также включить в тарифную систему московского транспорта 39 станций Ярославского и Павелецкого направлений железной дороги. Из девяти новых станций МЦД восемь будут расположены на уже открытых четырёх диаметрах и одна на Павелецком направлении:
| 1 | Митьково              | август 2024     |
| 2 | Петровско-Разумовская | ноябрь 2025     |
| 3 | Беговая               | IV квартал 2026 |
| 4 | Рижская               | 2028            |
| 5 | Дмитровская           | до 2030         |
| 6 | Котляково             | до 2030         |
| 7 | Котляково             | до 2030         |
| 8 | Новая Битца           | до 2030         |
| 9 | Монумент              | до 2030         |

2025-2026
16 января 2025 года мэр Москвы Сергей Собянин и глава РЖД Олег Белозёров подписали план развития Центрального транспортного узла на 2025—2026 годы, который включает 16 мероприятий, в том числе строительство или модернизацию семи городских вокзалов:
| 1 | Петровско-Разумовская    | открытие новой платформы на D1 с пересадкой на D3                                        | ноябрь 2025 (основной этап)       |
| 2 | Беговая                  | открытие новой платформы на D4 с пересадкой на D1                                        | IV квартал 2026                   |
| 3 | Серп и Молот             | реконструкция платформы на D4 и создание единого транспортного узла с Москва-Товарная D2 | I квартал 2026 (основной этап)    |
| 4 | Серп и Молот             | реконструкция платформы на D4 и создание единого транспортного узла с Москва-Товарная D2 | IV квартал 2026 (финальный этап)  |
| 5 | Тестовская (Москва-Сити) | перенос временной платформы на D1 и создание единого транспортного узла с Москва-Сити D4 | декабрь 2025 (основной этап)      |
| 6 | Тестовская (Москва-Сити) | перенос временной платформы на D1 и создание единого транспортного узла с Москва-Сити D4 | III квартал 2026 (финальный этап) |
| 7 | Железнодорожная          |                                                                                          | II квартал 2026                   |
| 8 | Царицыно                 |                                                                                          | III квартал 2026                  |
| 9 | Курский вокзал           | платформы № 2, № 3 и тоннель № 2                                                         | октябрь 2025                      |

а также:
| 10 | обеспечение железнодорожной связи с Московским мелькомбинатом                                     | апрель 2025  |
| 11 | комплекс автомобильной и велопешеходной интеграции сети районов Солнцево                          | май 2025     |
| 12 | старт поставок новых поездов на Ярославское направление МЖД с планируемым завершением в 2029 году | май 2025     |
| 13 | завершение обновления подвижного состава четырёх диаметров                                        | июль 2025    |
| 14 | открытие нового центра управления эксплуатацией Курского вокзала                                  | октябрь 2025 |
| 15 | открытие нового центра управления эксплуатацией Казанского вокзала                                | ноябрь 2025  |
| 16 | окончание ремонта Ленинградского вокзала                                                          | январь 2026  |

2027-2028 — интеграция с ВСМ
Не вошли в план до 2026 года (работы синхронизированы с планами открытия ВСМ Москва — Санкт-Петербург, ожидаемого в 2028 году) перенос платформ одной станции и открытие ранее закрытых станций:
| 1 | Петровско-Разумовская | перенос платформы D3 и создание единого транспортно-пересадочного узла D1-D3 (финальный этап)                             |
| 2 | Рижская               | открытие закрытой на реконструкцию платформы на D3, новой платформы на D4, и создание единого транспортного узла D2-D3-D4 |
| 3 | Малино                | открытие после реконструкции платформы на D3                                                                              |
| 4 | Левобережная          | открытие после реконструкции платформы при движении в сторону области на D3                                               |

### Проект развития ЦТУ до 2030 года
3 октября 2023 года на сайте мэра Москвы были обнародованы основные детали программы развития ЦТУ (Центрального транспортного узла) до 2030 года. Согласно программе, следующий после запуска МЦД этап развития ЦТУ — это улучшение железнодорожного сообщения между Москвой и областными центрами ближайших субъектов Российской Федерации (преимущественно в рамках Центрального федерального округа). В рамках программы планируется обновить железнодорожную инфраструктуру и сократить интервалы движения пригородных поездов между столицей и соседними областными центрами до 20-30 минут в час пик. Согласно опубликованной схеме предусматривается продление существующих радиусов МЦД на 400 км:
| Павелецкого                   | до Новомосковска        |
| Курского                      | до Тулы                 |
| Киевского (Калужского)        | до Калуги               |
| Белорусского                  | до Смоленска            |
| Рижского                      | до Ржева                |
| Ленинградского                | до Твери                |
| Савеловского                  | до Калязина             |
| Ярославского                  | до Ярославля и Костромы |
| Горьковского (Нижегородского) | до Владимира и Иванова  |
| Рязанского                    | до Рязани               |
| развитие Казанского радиуса   | на схеме не обозначено  |

Проект утвержден Правительством России, получил статус федерального проекта и стартует с 2025 года.

## Существующие линии
Первые две линии МЦД были запущены 21 ноября 2019 на существующих путях Московской железной дороги. Движение по ним совмещено с действующим пригородным сообщением.
| №      | Название               | Дата открытия        | Год открытия последней станции | Длина, км | Число станций | Среднее расстояние, км | Время в пути, мин |
| ------ | ---------------------- | -------------------- | ------------------------------ | --------- | ------------- | ---------------------- | ----------------- |
|        | Белорусско-Савёловский | 21 ноября 2019 года  | 2020                           | 52        | 25            | 2,08                   | 84 — 93           |
|        | Курско-Рижский         | 21 ноября 2019 года  | 2023                           | 80        | 37            | 2,16                   | 120 — 123         |
|        | Ленинградско-Казанский | 17 августа 2023 года | 2024                           | 85        | 39            | 2,24                   | 111               |
|        | Калужско-Нижегородский | 9 сентября 2023 года | 2023                           | 86        | 36            | 2,39                   | 139               |
| Всего: | Всего:                 | Всего:               | Всего:                         | 303       | 137           | 2,16                   |                   |

### МЦД-1
Маршрут МЦД-1 (Одинцово — Лобня, Белорусско-Савёловский диаметр) создан на основе уже существующих маршрутов, имеет длину 52 километра, которые преодолеваются за 1 час 28 мин (у обычных пригородных поездов 1 ч 10 мин — 1 ч 30 мин). Линия включает в себя 25 остановочных пунктов, из которых 8 имеют пересадку на метро, МЦК и/или железную дорогу. В перспективе построят ещё 3 остановочных пункта, и появятся 3 новые пересадки.

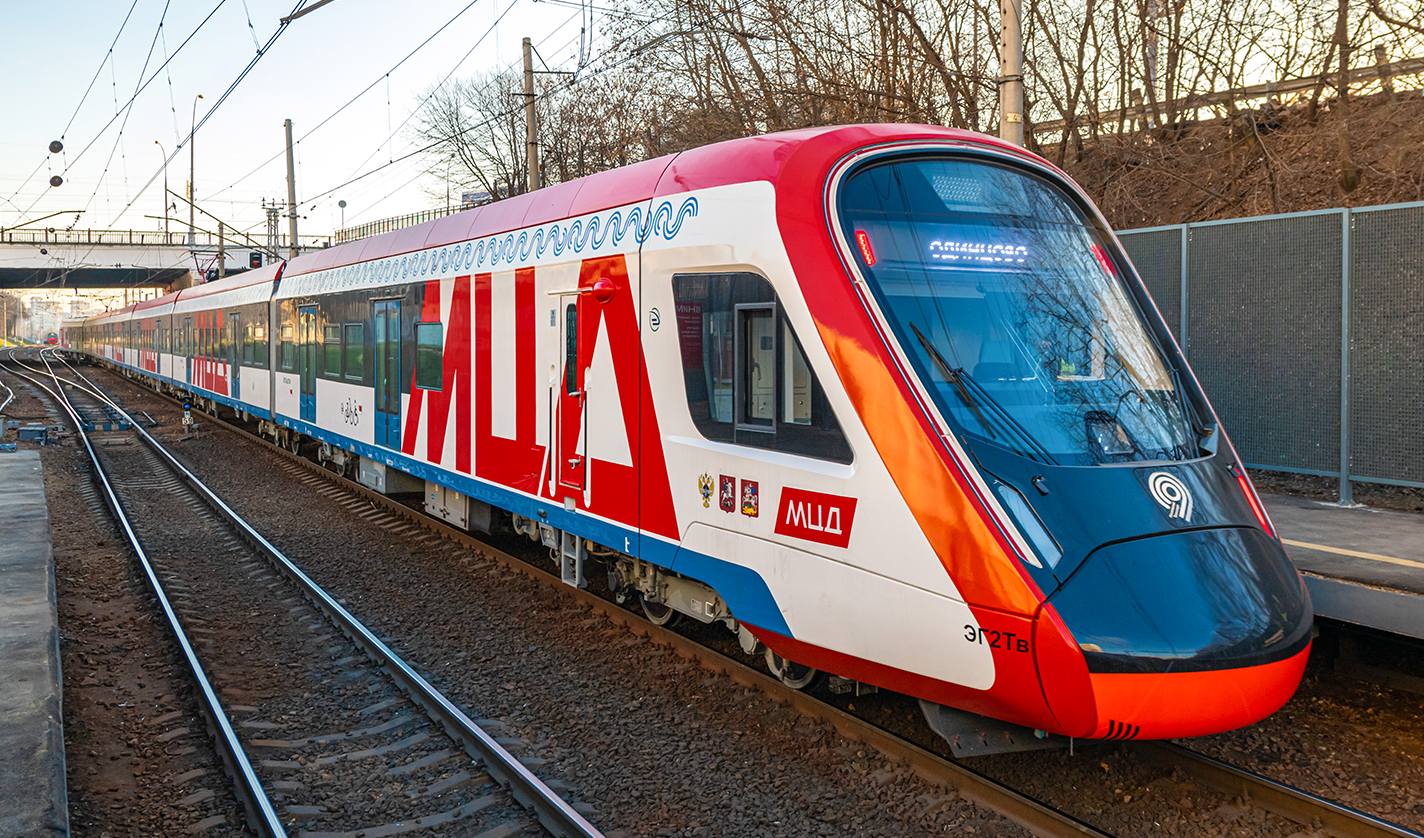
Электропоезд ЭГ2Тв модификации 2.0 на платформе (в сторону Лобни)

Запуск МЦД-1 состоялся 21 ноября 2019 года. По состоянию на начало 2020 года, маршрут обслуживают 12 изначально семивагонных составов ЭГ2Тв «Иволга» модификации 2.0 приписки моторвагонного депо ТЧ-50 имени Ильича и два изначально шестивагонных модификации 1.0, которые эксплуатируются в сдвоенном режиме 6+5 вагонов, а также в первое время до поступления новых поездов — несколько обычных составов серии ЭП2Д. В сутки по полному маршруту курсирует 40 пар электропоездов МЦД (без учёта обычных пригородных и частично обслуживающих маршрут поездов Аэроэкспресса) c тактовым интервалом в 30 минут: от станции Одинцово первый поезд отправляется в 5:11, последний — в 0:41; от станции Лобня — в 5:03 и 0:48 соответственно. Время в пути составляет 1 час 27 — 1 час 28 минут, время стоянки для перехода или смены локомотивной бригады на станции Одинцово — 10 минут, а на станции Лобня — 25 минут, таким образом, полный оборот с учётом стоянок на конечных станциях поезд производит за 3 часа 30 минут, а на полном маршруте одновременно работает 7 составов. В перспективе на маршруте будет задействовано 11 составов «Иволга» в обороте, 2 состава резервных.
Кроме электропоездов МЦД, в тактовом режиме с интервалом в 30 минут на участке Одинцово — Окружная курсируют шестивагонные двухэтажные электропоезда ЭШ2 «Евразия» компании Аэроэкспресс, следующие на данном участке со всеми остановками кроме платформы Тимирязевская по обычному тарифу, а на участке Москва-Смоленская — Лобня в тактовом режиме курсируют обычные одиннадцативагонные электропоезда ЭП2Д. При этом поезда Аэроэкспресса и поезда МЦД идут друг за другом с одинаковым интервалом в 15 минут, в то время как тактовые электропоезда Савёловского направления в направлении Лобни следуют через 10 минут после поезда МЦД и за 5 минут до Аэроэкспресса, а в направлении Москвы — через 5 минут после Аэроэкспресса и за 10 минут до поезда МЦД. В сутки по маршруту Одинцово — Москва курсирует 40 пар аэроэкспрессов (при этом последний поезд от Одинцова идёт до Белорусского вокзала, а от Окружной до вокзала идёт 41-й рейс), а по маршруту Лобня — Москва — 40 поездов до Москвы и 38 обратно. В составе прочих рейсов маршрут обслуживают обычные электропоезда ЭД4М и ЭП2Д.
C 21 декабря 2019 года по выходным дням отменены 36 поездов, что привело к росту отдельных интервалов прямых поездов от Лобни до Одинцова с 25 до 90 мин.

### МЦД-2

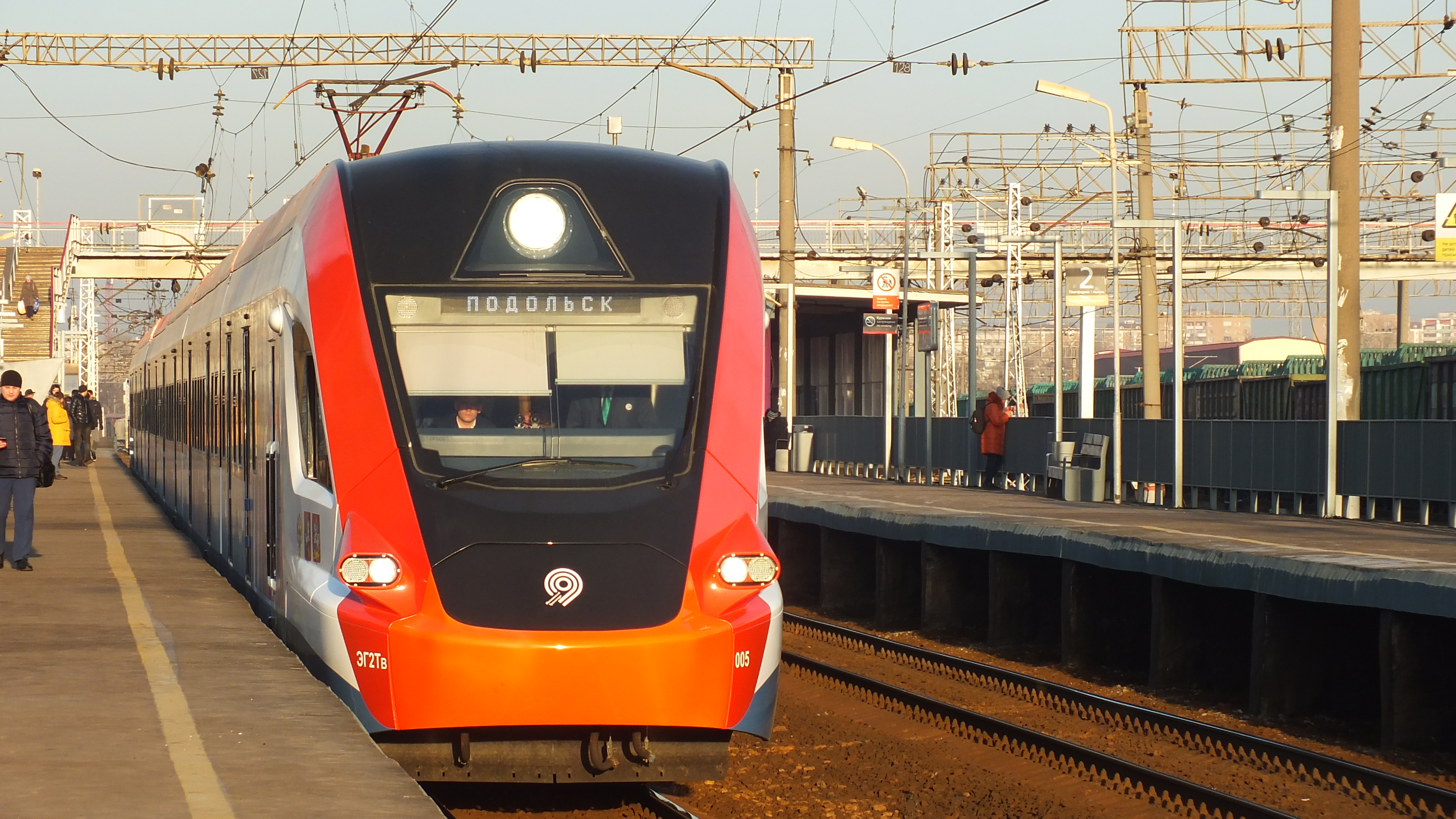
Электропоезд ЭГ2Тв модификации 1.0 на платформе (в сторону Подольска)

Маршрут МЦД-2 (Нахабино — Подольск, Курско-Рижский диаметр) создан на базе уже существующих маршрутов, имеет длину 80 километров, которые преодолеваются за 2 часа. Линия включает в себя 34 остановочных пункта, из которых 11 имеют пересадку на метро, МЦК и/или железную дорогу. 23 ноября 2019 года была открыта новая платформа Волоколамская, обеспечивающая уличную пересадку на одноимённую станцию Арбатско-Покровской линии, вечером 24 ноября 2019 года — платформа Пенягино, а 23 января 2020 года — платформа Остафьево. К 2024 году построят ещё 5 остановочных пунктов, появятся 4 новых пересадки, при этом одну действующую платформу Покровское-Стрешнево после открытия новой платформы Щукинская предполагается закрыть (в итоге на линии будет 38 остановочных пунктов). Всего на маршрутах МЦД-1 и МЦД-2 будут построены 9 новых железнодорожных платформ, остановочные пункты на пересечении диаметров и МЦК планируется интегрировать друг с другом. Станции МЦД-1 и МЦД-2 предполагается соединить закрытыми пешеходными переходами с 42 станциями метрополитена.
Запуск МЦД-2 состоялся 21 ноября 2019 года. По состоянию на начало декабря 2019 года, рейсы МЦД на маршруте обслуживают 22 изначально шестивагонных состава ЭГ2Тв «Иволга» модификации 1.0 приписки моторвагонного депо ТЧ-17 Нахабино, эксплуатирующиеся в сдвоенном режиме 6+5 вагонов, а также обычные электропоезда ЭП2Д из того же депо Нахабино и два десятивагонных состава ЭС2Г «Ласточка» из моторвагонного депо Крюково. Помимо поездов МЦД, обычные пригородные рейсы обслуживаются одиннадцативагонными электропоездами ЭП2Д из депо Нахабино и Перерва, временно переданным с Ленинградского направления двенадцативагонным ЭТ2М из депо Крюково и десятивагонными электропоездами ЭР2.
В сутки по маршруту курсирует 100 пар электропоездов МЦД (без учёта обычных пригородных) c тактовым интервалом в 12 минут: от станции Нахабино первый поезд отправляется в 4:02, последний — в 23:50; от станции Подольск — в 4:03 и 23:51 соответственно. Время в пути составляет 2 часа — 2 часа 2 минуты, время стоянки для перехода или смены локомотивной бригады на станции Нахабино — 9 минут, а на станции Подольск — 13 минут, таким образом полный оборот с учётом стоянок на конечных станциях поезд производит за 4 часа 24 минуты, а на маршруте одновременно работает 22 состава.
С 15 декабря 2019 года по выходным дням отменены 82 поезда, что привело к росту отдельных интервалов прямых поездов от Нахабина до Подольска до 24 минут.
На Рижском вокзале, до его закрытия в 2023 году, действовали тарифы МЦД-2.

### МЦД-3
Маршрут МЦД-3 (Зеленоград — Ипподром, Ленинградско-Казанский диаметр) имеет длину 85 километров, которые преодолеваются за 1 час 40 минут. Он включает в себя 42 (в том числе 3 запланированных) остановочных пункта, из которых 14 имеют пересадку на метро, МЦК и/или железную дорогу. По трассе ходят 52 состава, тактовый интервал в часы пик составит 5 минут.
В конце января 2020 года Департамент транспорта Москвы называл в качестве конечных остановки Алабушево и Ипподром (47 км).
Открытие состоялось 17 августа 2023 года. Помимо непосредственно линии МЦД-3, тарифы МЦД-3 действуют для нескоростных пригородных электричек, едущих с Ленинградского и Казанского вокзалов.

### МЦД-4
Маршрут МЦД-4 (Апрелевка — Железнодорожная, Калужско-Нижегородский диаметр) открыт 9 сентября 2023 года в 13:14. Маршрут имеет длину 86 километров, включает в себя 36 станций. Тарифы МЦД-4 действуют и на пригородных нескоростных электричках с Киевского вокзала, хотя они пропускают некоторые станции.

## Будущие линии
На данный момент планируется организовать ещё 1 маршрут, связывающий в сквозной диаметр 2 радиальных направления Московского железнодорожного узла. Предполагается, что в результате реализации проекта перемещение между московскими аэропортами будет занимать не более часа. Новая линия также будут интегрирована с Московским центральным кольцом и метрополитеном. Её проектирование продолжается, трассировка может быть пересмотрена. Вся программа МЦД с 5 линиями рассчитана на перевозку 391 млн пассажиров в год.
| № | Название              | Планируемый год открытия | Длина, км | Число станций |
| - | --------------------- | ------------------------ | --------- | ------------- |
|   | Ярославско-Павелецкий | неизвестно               | 89        | 39            |

### МЦД-5
Маршрут МЦД-5 (Пушкино — Домодедово, Ярославско-Павелецкий диаметр) предварительно пройдёт по Ярославскому и Павелецкому направлениям МЖД. При этом предпроектные работы всё ещё продолжаются, и прохождение маршрута от Москвы III до Дербеневской неизвестно.
Предположительно будет включать подземный участок протяжённостью в 20 км.

## Стоимость проезда

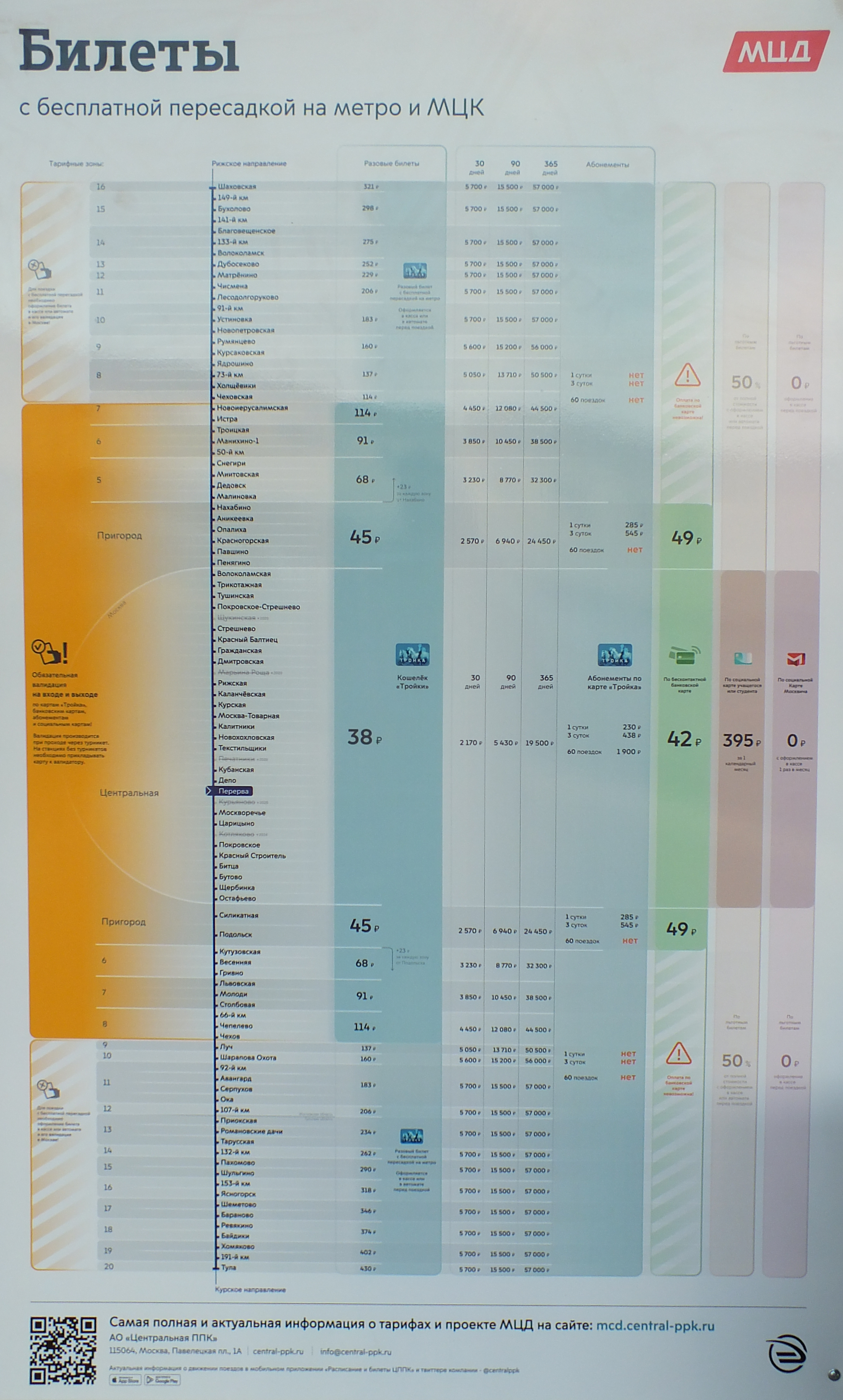
Первоначальная стоимость билетов на линии МЦД-2

Для оплаты проезда на МЦД могут использоваться как обычные разовые или абонементные пригородные билеты по стандартным пригородным тарифам ЦППК, так и транспортные карты Москвы «Тройка» и социальные карты. Стоимость проезда по МЦД зависит от выбранного типа билета/транспортной карты и от дальности поездки. При оплате проезда с помощью транспортной карты Москвы в течение 90 минут с момента первой валидации билета пересадки с/на метро и МЦК бесплатны, в то время как при поездке по обычным билетам бесплатная пересадка на московский транспорт не предусмотрена. При поездке в границах маршрутов МЦД работает функция автоматической оплаты проезда банковской картой с поддержкой бесконтактных платежей PayWave / PayPass на валидаторе или турникете без приобретения билета.
На МЦД действуют три основные тарифные зоны, которые в свою очередь делятся на обычные пригородные:
- «Центральная» (в границах станций Марк — Сетунь, Волоколамская — Остафьево, Ховрино — Ухтомская, Реутов — Внуково, Солнечная — Новопеределкино). Стоимость проезда внутри данной зоны фиксированная вне зависимости от количества пересекаемых зон пригородных поездов, по карте «Тройка» — 67 рублей по тарифу «Кошелёк» (по состоянию на июнь 2025). Также при использовании транспортной карты Москвы можно воспользоваться билетом на 60 поездок, билетами на количество дней, записанными на «Тройку», и банковской картой с поддержкой бесконтактных платежей. Все цены такие же, как в Московском метрополитене. При этом для некоторых направлений границы Центральной зоны МЦД включают станции, которые, согласно тарифам ЦППК (без пересадки на метро) входят в область: Щербинка и Остафьево на Курском направлении, Ухтомская на Казанском направлении, Реутов на Горьковском направлении, Мичуринец и Внуково на Киевском направлении.
- Разовый билет (без права пересадки на метро) для станций внутри Москвы 64 рубля, но внутри области (например, Щербинка-Остафьево) и из Москвы до областных (как Реутов) станций, даже, формально находящихся в Центральной зоне может быть как и меньше (52), так и выше (от 88) в зависимости от числа зон.
- «Пригород» (для поездок по территории Московской области и в Москву в пределах МЦД). Стоимость проезда по разовому билету (без права пересадки на метро) в пределах только пригородной зоны МЦД зависит от близости к Москве (цены по состоянию на июнь 2025). Внутри одной зоны или проезд в соседнюю зону ЦППК или МТППК 52 рубля; если зон ЦППК или МТППК три или больше, то 52 рубля+36 рублей*(число зон ЦППК или МТППК минус 2). При этом надо учитывать, что граница Центральной зоны может (например, Реутов) принадлежать области, а может и нет (например, Ховрино).

Ховрино-Химки 52 рублей как из второй в третью зону; Ховрино-Подрезково 88 как из второй в четвёртую; Ховрино-Зеленоград 124 как из второй в пятую.
- По карте «Тройка» — 90 рублей по тарифу «Кошелёк». Также можно воспользоваться билетами на количество дней, записанными на «Тройку» (цены на 18—28 % выше, чем в центральной зоне), и бесконтактной банковской картой. Таким образом, при поездке в пределах зоны «Пригород» или «Пригород» + «Центральная» не далее соседней пригородной зоны без пересадок на метро/МЦК либо при пересадке на метро/МЦК по имеющемуся безлимитному единому проездному, ограниченному Центральной зоной, выгоднее купить разовый проезд (как примерно, житель Москвы, иногда посещающий Химки), а не оплачивать проезд по тарифу Пригородной зоны МЦД.
- «Дальняя» (для поездок со станций за пределами МЦД). При оплате проезда по карте «Тройка» цена складывается из 36 рублей за каждую зону пригородных поездов до границ МЦД и 90 рублей по МЦД по тарифу «Кошелёк» или 100 рублей по тарифу на 90 минут, по обычному билету аналогично цене в пригородной зоне. Оплата проезда бесконтактными банковскими картами в данной зоне не поддерживается.

Поскольку обслуживание пассажиров на МЦД осуществляется по стандартам метрополитена, контролёры в электропоездах в пределах диаметров отсутствуют.
В 2024 году введена возможность «склейки» разового билета или абонемента от станций Дальней зоны или Пригорода до границы Пригородной или Центральной зоны МЦД с безлимитом Пригородной или Центральной зоны МЦД без необходимости промежуточной валидации карты «Тройка» (для МЦД-3 возможность склейки действует с небольшими оговорками)[какими?].

## Подвижной состав
В качестве базовой модели для линий МЦД был выбран электропоезд типа ЭГ2Тв, более известный под коммерческим названием «Иволга». Однако при пуске первых линий к режиму МЦД подключились остальные типы электропоездов, эксплуатировавшихся на этих направлениях. Как заявили в региональном Министерстве транспорта и дорожной инфраструктуры, «Любой электропоезд, в том числе ЭР2Р и ЭД4М, попадающий в зону Московских центральных диаметров, становится поездом МЦД с такими же тарифами» — после того, как было замечено, что некоторые пассажиры ждут именно новые поезда, ошибочно полагая, что только с них возможна бесплатная пересадка на метро и МЦК.

### Выбор модели и производство

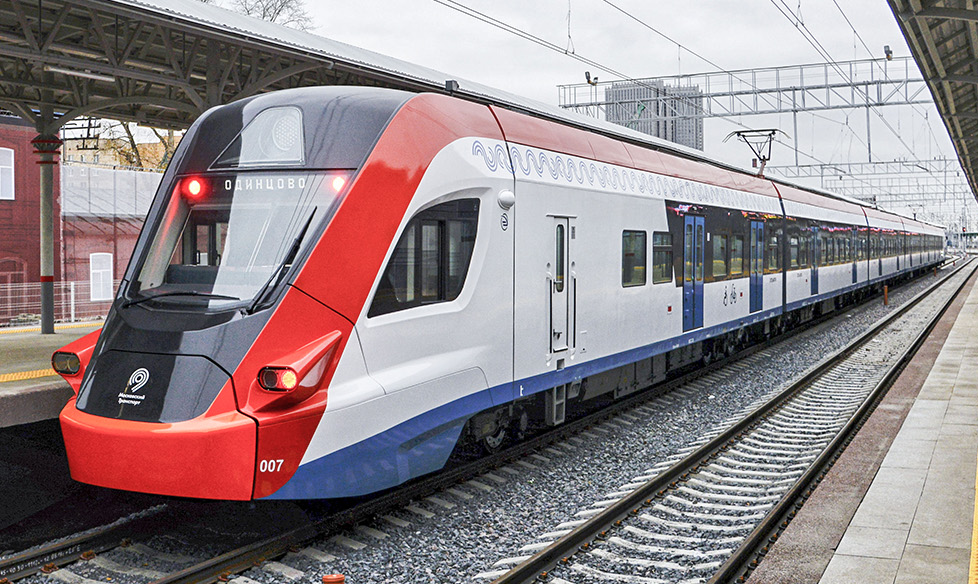
Электропоезд ЭГ2Тв «Иволга-1.0» для МЦД-1

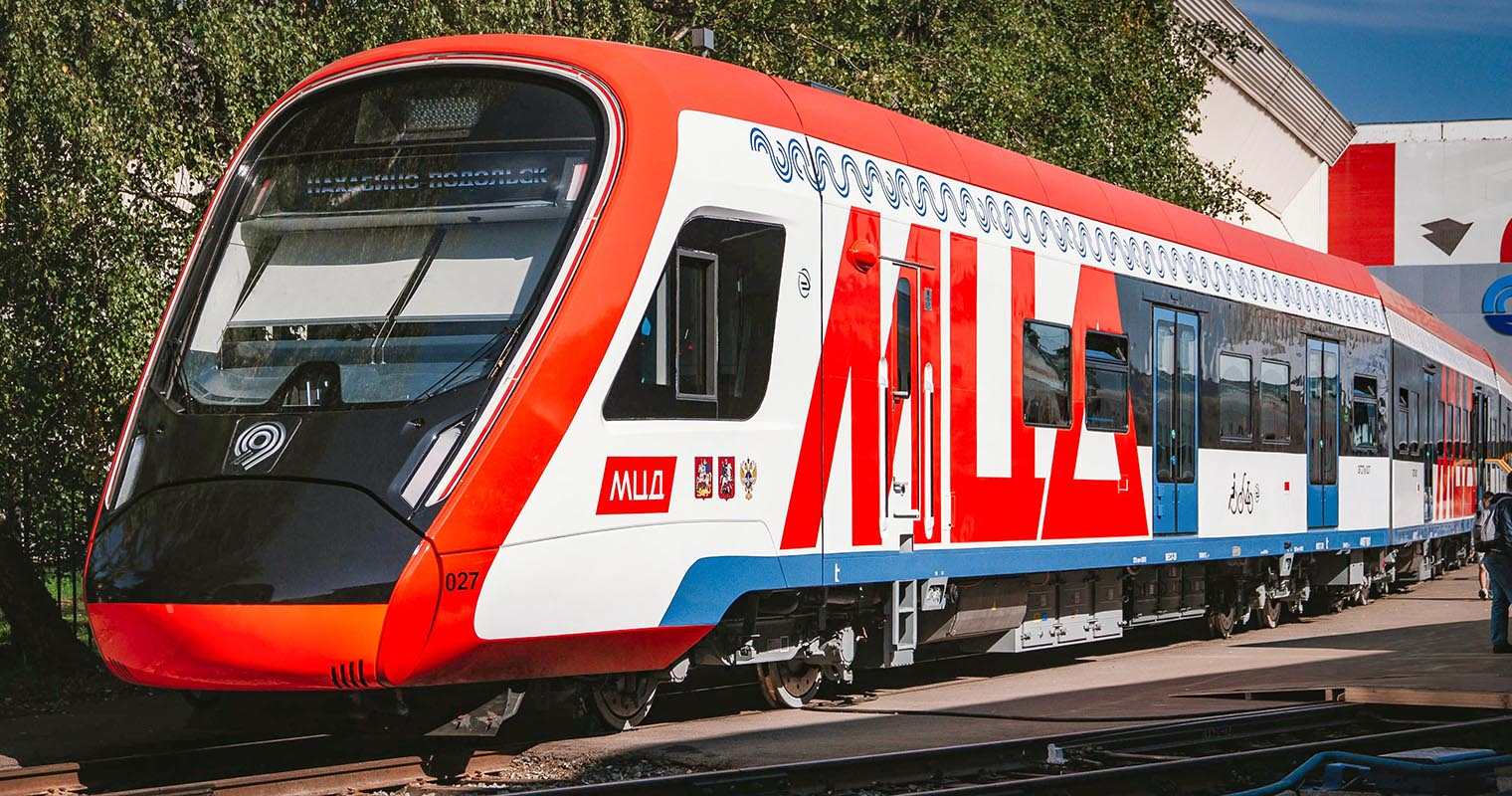
Электропоезд ЭГ2Тв «Иволга-2.0» для МЦД-2

Для первых двух Московских центральных диаметров планировалось использовать шести- и семивагонные электропоезда серии ЭГ2Тв «Иволга». При выборе модели составов для МЦД правительство ориентировалось на поезда с компоновкой для пригородно-городских и внутригородских перевозок российского производства. Среди основных вариантов рассматривались эксплуатируемые на МЦК электропоезда ЭС2Г «Ласточка» (адаптированные для России версии поездов Siemens Desiro Rus) производства Уральского завода, ЭГ2Тв «Иволга» и ЭП2Тв Тверского завода, а также ЭП2Д Демиховского завода.
В конце 2017 года ЦППК, выбранная в качестве перевозчика, объявила конкурс на поставку 23 пятивагонных составов начиная с лета 2018 года для эксплуатации на одном из диаметров. В марте 2018 года ЦППК объявила, что контракт на указанную партию поездов решено заключить с ТВЗ, как с единственным участником открытого конкурса. Соответственно был выбран городской электропоезд ЭГ2Тв «Иволга», который к тому времени уже эксплуатировался в парке ЦППК в количестве двух единиц. Позже условия были пересмотрены — составность была изменена на шестивагонную, а количество составов увеличилось до 24. 29 июня того же года ЦППК объявила второй конкурс на поставку 15 семивагонных поездов для МЦД, который также выиграл ТВЗ, заключив контракт на общую сумму 10,9 млрд рублей. На поездах второй партии завод внедрил новую форму лобовой части кабины машиниста, двери с увеличенными стёклами и внёс ряд изменений в пассажирский салон. Таким образом, для эксплуатации на Московских центральных диаметрах было решено поставить 39 составов — 24 шестивагонных с обычной кабиной с выступом внизу (версия «Иволга 1.0») и 15 семивагонных с новой гладкой кабиной (версия «Иволга 2.0»).
Сборка кузовов поездов «Иволга 1.0», имеющих увеличенное число сидячих мест по сравнению с первыми двумя составами базовой версии, была начата весной 2018 года ещё до официального заключения контракта с ЦППК. В октябре 2018 года были окончательно собраны и продемонстрированы первые два образца шестивагонного поезда ЭГ2Тв с номерами 004 и 005, которые вскоре отправились на испытания. К началу лета 2019 года были выпущены все 24 состава, а затем было начато производство электропоездов версии «Иволга-2.0». В августе на территории завода был представлен первый образец секции состава в виде трёх вагонов, а с октября начались поставки поездов «Иволга 2.0» заказчику в депо имени Ильича для эксплуатации на линии МЦД-1. К концу 2019 года завод выпустил все пятнадцать составов.
Все электропоезда «Иволга» для МЦД получили новую схему окраски в стилистике бренда «Московский транспорт» с использованием основного белого и дополнительных синего (узоры и нижняя полоса сбоку), чёрного (перед кабины и обрамление боковых окон) и красного цвета (боковины лобовой части и крыши), которая отличается от окраски первых двух составов, где также использована тема «Московского транспорта», но с преобладанием синего цвета.

### Эксплуатация
Все поезда «Иволга» для МЦД поступили в депо имени Ильича Белорусского направления МЖД (для обслуживания МЦД-1) и депо Нахабино Рижского направления МЖД (для обслуживания МЦД-2). Первые шесть шестивагонных составов с 003 по 008 первоначально поступили в депо имени Ильича и с февраля 2019 года начали пассажирские перевозки на Белорусском направлении по маршрутам Москва-Смоленская — Усово (как обычный пригородный и некоторое время как экспресс) и Москва-Смоленская — Одинцово (как экспресс). Остальные шестивагонные составы с 009 по 026 поступили в депо Нахабино и с мая 2019 года стали эксплуатироваться на Курском направлении по маршруту Царицыно — Подольск в качестве экспресса (два состава), а затем все остальные — в качестве обычных пригородных поездов на Рижском направлении по маршруту Москва-Рижская — Румянцево (с альтернативными конечными станциями Нахабино, Дедовск и Новоиерусалимская) и на Курско-Рижском диаметре по маршруту Румянцево — Москва-Курская — Львовская (с вышеперечисленными альтернативными конечными станциями Рижского направления и альтернативными конечными станциями Москва-Курская, Щербинка, Силикатная и Подольск на Курском направлении). При этом ввиду большого пассажиропотока на Рижском и Рижско-Курском направлениях составы работали в сдвоенном режиме в сцепке 6+5 вагонов (один промежуточный вагон исключался из состава ввиду его слишком большой длины для платформ Московского узла, рассчитанных только на 11 вагонов). По данным ЦППК, за лето 2019 года поезда ЭГ2Тв перевезли на Белорусском направлении около 500 тысяч пассажиров, а на Рижском и Курском — более 1100 тысяч пассажиров. В октябре 2019 года в депо имени Ильича поступили первые четыре поезда «Иволга 2.0», а с ноября 2019 года они стали эксплуатироваться на Белорусском направлении на двух вышеназванных маршрутах, постепенно замещая поезда «Иволга-1.0», которые начали передаваться на Рижское направление. После запуска МЦД все поезда «Иволга» модификации 1.0 и временно несколько поездов модификации 2.0 были переведены на второй диаметр, а чуть поже все поезда модификации 2.0 поступили на первый диаметр, как и планировалось изначально. В декабре 2019 года на первый диаметр со второго вновь были временно переданы два поезда модификации 1.0. При этом поезда обеих модификаций поначалу работали в одиночном режиме, но впоследствии стали работать в сдвоенном режиме в составе 6+5 вагонов из-за ошибок в прогнозах пассажиропотоков и масштабной критики проекта.

## Пассажиропоток
Предполагаемый пассажиропоток системы — около 500 тысяч человек в сутки на первых двух диаметрах; 391 млн пассажиров в год после запуска всех диаметров. МЦД позволят разгрузить транспортную систему всей Московской агломерации, в том числе транспортную инфраструктуру Москвы, на 12 %. За первые два дня работы системы (21—22 ноября 2019 года) было перевезено более 1 млн человек.
С момента открытия по 9 декабря на МЦД было совершено почти 8 миллионов поездок. По состоянию на 13 декабря диаметрами воспользовались более 10 миллионов пассажиров, при этом среднесуточный поток составляет около 550 тысяч человек.
К 27 декабря 2019 года по МЦД перевезено 15,5 млн пассажиров, 24 декабря установлен суточный рекорд 580 тыс. пассажиров.
За первую неделю 2020 года с 1 по 7 января наибольший пассажиропоток был зафиксирован на станции Царицыно (более 127 тыс. пассажиров); второй по загруженности стала станция Тушино (около 116 тыс. пассажиров).
За два месяца после пуска в 2019 году совершено более 24 миллиона поездок.
За два года с момента открытия (к ноябрю 2021 года) на двух диаметрах перевезено более 309 миллионов пассажиров.
За четыре года на МЦД перевезено более 725 миллионов пассажиров.

## Популяризация, реклама и PR
На популяризацию проекта МЦД было потрачено (и продолжает тратиться) много усилий и средств. Она началась ещё на этапе проектирования и строительства — число пресс-релизов РЖД и московских властей, посвящённых ходу работ над проектом и грядущему запуску, было весьма велико.
В 2018 году в метро появилась реклама МЦД со слоганом «Сквозь город удобнее и быстрее», которая вызвала скептическое отношение со стороны экспертов Института транспортного планирования Российской академии транспорта.
21 декабря 2018 года, ровно за 11 месяцев до старта МЦД, на площади Киевского Вокзала открылся демонстрационный павильон площадью 700 м2, в котором посетителей знакомили с маршрутами, инфраструктурой и сервисами будущих Московских центральных диаметров. В этом павильоне был представлен полноразмерный макет вагона поезда «Иволга», размещены симулятор управления поездом и макеты с дополненной реальностью.
| - Демонстрационный павильон МЦД - Западный фасад, июль 2023 - Восточный фасад, июль 2023 |

Сразу после проблемного запуска первой очереди МЦД 21 ноября 2019 года оператором этой сети — «Центральной пригородной пассажирской компанией» — был объявлен конкурс на проведение пиар-кампании со сроком окончания в марте 2020 года и с бюджетом в 30 млн руб.
В день запуска МЦД на телеканале Москва-24 вышел вирусный рекламный ролик, в котором муж, вернувшийся благодаря запуску МЦД с работы домой гораздо раньше обычного, застаёт свою жену в пикантной ситуации с любовником.
За два первых дня работы МЦД его пассажирам раздали более 100 тыс. информационных листовок.

### Демонстрационный павильон
Открытый в декабре 2018 года павильон предлагал посетителям самые современные средства визуализации и виртуальной реальности. В нём были установлены интерактивные панели, на которых отображались пересадки с МЦД на метро или МЦК, высвечивались новые транспортные маршруты, которые станут доступными для москвичей после запуска диаметров, а также указывалась экономия времени в пути по сравнению с теми маршрутами, которые были доступны в 2018 году. Очки виртуальной реальности позволяли почувствовать себя машинистом и провести виртуальный поезд по двум первым диаметрам. В зоне дополненной реальности на пол проецировался вид на МЦД с высоты полёта самолёта или дрона. Павильон закрывался на период пандемии и был вновь открыт 23 июня 2020 года. Затем был закрыт на реконструкцию 1 мая 2022 года, к этому моменту его посетило более 260 тыс. человек. Вновь открылся 5 июня 2023 года уже как Демонстрационный павильон Московского транспорта.

## Критика

### Транспортная доступность
По мнению Павла Зюзина, старшего научного сотрудника Центра исследований транспортных проблем мегаполисов НИУ ВШЭ, проект в предлагаемом виде не реализует полностью весь потенциал железной дороги для улучшения транспортной ситуации в Москве. По мнению эксперта, для достижения максимального эффекта стоит рассмотреть возможность увязки радиальных железнодорожных направлений путём прокладки подземных тоннелей под центром города. Подобная система уже используется в Париже (RER), Мадриде (Cercanías), Берлине (S-Bahn), Сан-Франциско (BART), Варшаве (SKM), а в Лондоне реализуется аналогичный проект Crossrail.
В связи с тем, что для движения поездов МЦД используются те же пути, что и для обычных пригородных поездов, запуск тактового движения поездов по маршрутам МЦД одновременно повлёк снижение числа дальних рейсов обычных пригородных поездов, у части из которых маршруты были сокращены до станций на окраинах Москвы или конечных станций МЦД, например Царицыно на Курском или Лобня на Савёловском направлении, что ухудшило транспортную доступность станций за пределами участка действия МЦД. Кроме того, при изменении расписания под запуск МЦД-1 и МЦД-2 было полностью отменено пригородное сообщение между Курским и Белорусским направлениями, что вынудило пассажиров, пользовавшихся данными поездами, использовать для пересадки другие виды транспорта, а также лишило их возможности проезда от или до платформ Станколит и Савёловская на Алексеевской соединительной линии.
Множество платформ МЦД построено так, что их уровень заметно ниже, а на некоторых остановочных пунктах — выше уровня тамбуров поездов, в ряде случаев разница уровней достигает 30 см. Это создаёт неудобства детям, возрастным и маломобильным пассажирам, а также затрудняет выгрузку и погрузку багажа.

### Переполненность и задержки поездов при запуске
В первые дни запуска МЦД происходили сбои и задержки в движении, а многие электропоезда «Иволга» ввиду их малой длины в часы пик шли переполненными, что вызвало многочисленные жалобы со стороны пассажиров, особенно на линии МЦД-2, где эксплуатировались шестивагонные составы. Департамент транспорта Москвы изначально рассчитывал, что при интервале движения в 12 минут коротких шестивагонных составов будет достаточно для обеспечения пассажироперевозок на маршруте, однако фактический пассажиропоток значительно превысил плановый, из-за чего в часы пик в поездах возникали давки и многие пассажиры не могли войти и были вынуждены пропускать поезда из-за нехватки мест в вагонах. Также пассажирам, находившимся в конце платформ, рассчитанных на одиннадцативагонные поезда, приходилось бегать за шестивагонными, чтобы успеть сесть в них.
Компания «ЦППК» поначалу отрицала проблемы и на своей официальной странице в соцсети заявляла, что «в семивагонных поездах „Иволга“ … пассажирских мест незначительно меньше, чем в обычных девятивагонных электричках», но, после многочисленных жалоб пассажиров приняла решение вновь запустить поезда ЭГ2Тв на втором диаметре в сдвоенной сцепке 6+5 вагонов, как и до запуска МЦД, в которой они начали работать с 25 ноября.

### Оплата проезда и валидация
Также пассажирами критикуется система оплаты проезда и валидации и связанная с ней блокировка транспортных карт в случае их неполной валидации. В отличие от других видов транспорта Москвы, при использовании карты «Тройка» или льготной социальной карты компанией-перевозчиком ЦППК из-за наличия нескольких тарифных зон была установлена необходимость двойной валидации карты, то есть не только при входе, но и при выходе после окончания поездки, в том числе на станциях без турникетов. В случае, если пассажир забудет или не сможет провалидировать билет на выходе по истечении определённого времени (например по причине сбоя в работе валидаторов либо поездки за пределы зоны «Дальняя», где валидаторы отсутствуют, без предварительного выхода и валидации), то карта может быть заблокирована. При этом разблокировка карты является платной услугой стоимостью в 150 рублей. В первые дни работы МЦД многие пассажиры жаловались, что при пересадке с метро на МЦД их карты блокировались, валидаторы не работали, а турникеты зачастую не распознавали транспортную карту. Из-за многочисленных жалоб пассажиров с 25 ноября по 8 декабря 2019 года на всех четырёх направлениях был введён бесплатный проезд без валидации билетов в целях наладки билетной системы.
Столкнувшись с критикой своей работы, Центральная пригородная пассажирская компания на следующий день после запуска диаметров разместила на сайте госзакупок тендер на 27 положительных публикаций о МЦД в ведущих СМИ. Также, согласно условиям конкурса, о преимуществах диаметров должны рассказать «не менее 15 активистов с числом подписчиков от 15 тысяч человек в соцсетях и 6 блогеров с охватом не менее 100 тысяч подписчиков в YouTube». Сумма контракта составила 30 миллионов рублей.

### Лингвистика

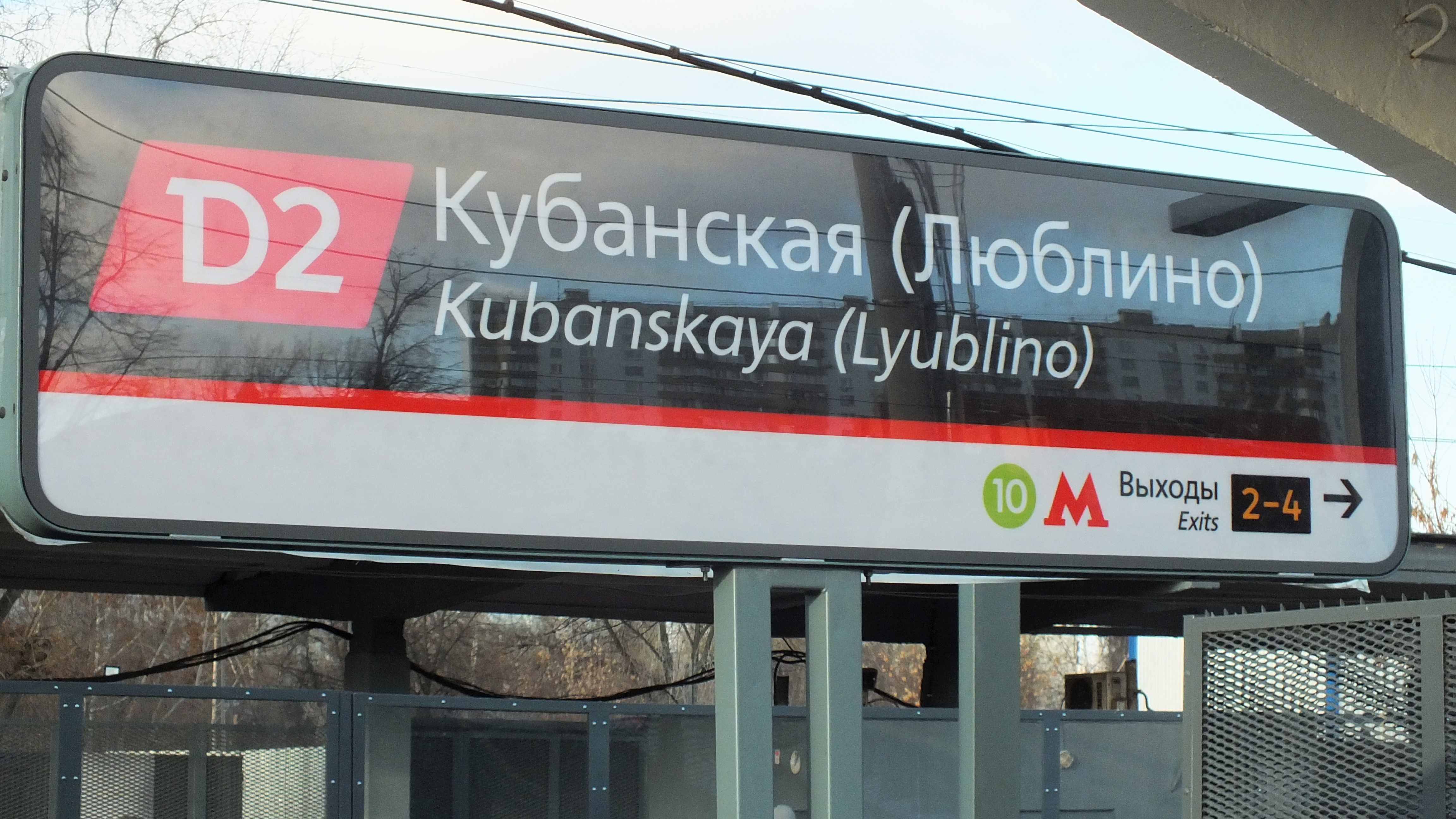
Табличка с двумя названиями остановочного пункта Люблино

Название проекта неточно и содержит в себе не соответствующий действительности плеоназм: определение диаметра и так включает в себя его обязательное прохождение через центр окружности (то есть является центральным — нецентральных диаметров не существует, это хорды), при этом ни один из существующих и проектируемых маршрутов через геометрический центр старой Москвы не проходит.
Перед запуском диаметров в ноябре 2019 года стало известно о планах РЖД о переименовании ряда станций. Формально эти переименования не затрагивают переименования изначально раздельных пунктов, в границах которых выделяются новые остановочные пункты с установлением тарифных расстояний от старых раздельных пунктов в 1 км (кроме станции Кунцевская, которая была переименована 21 ноября 2019 года и только в феврале 2021 года понижена до остановочного пункта). Изменения произведены для унификации названий в рамках одних транспортно-пересадочных узлов («Кунцево» — «Кунцевская», «Ржевская» — «Рижская», Фрезер — Андроновка), так и более радикальные («Крюково» — «Зеленоград»). Перед запуском МЦД платформы «Тушино», «Ленинградская», «Ржевская», «Люблино» и «Кунцево» были переименованы в «Тушинскую», «Стрешнево», «Рижскую», «Кубанскую» и «Кунцевскую», соответственно. Впоследствии переименование платформы Люблино было отменено. Через три месяца были переименованы ещё 11 платформ в пределах Москвы и Московской области, а в ноябре 2020 года — платформа «Грачёвская», чьё старое название передано новой платформе рядом с  Ховрино. На «Кунцевской» и «Тушинской» после переименования также не были заменены буквы на фронтонах вокзальных павильонов.